# Моріс Рув'є
Моріс П'єр Рув'є (фр. Maurice Pierre Rouvier фр. вимова: [mɔʁis ʁuvje, moʁ-]; 17 квітня 1842, Екс-ан-Прованс — 7 червня 1911, Неї-сюр-Сен) — французький політик і державний діяч, двічі очолював кабінет міністрів Франції (1887 рік і 1905—1906 роки).

## Біографія
Народився в сім'ї дрібного торговця, вихідця з Провансу. Після отримання юридичної освіти працював адвокатом у Марселі. Був співробітником марсельського банку Зафіропулос, що спеціалізувався на торгівлі зі Сходом, і в якому він швидко зробив блискучу кар'єру.
За часів Французької імперії писав в опозиційних газетах країни. Був одним з творців газети L'Égalité та прихильником Леона Гамбетти.
Після революції 4 вересня 1870 року став генеральним секретарем префектури департаменту Буш-дю-Рон.
У 1871 році обраний в Національні Збори, де приєднався до крайньої лівої партії.
У 1876 році був обраний в палату депутатів і брав діяльну участь в її роботах, головним чином з фінансових та економічних питань, неодноразово був доповідачем бюджету, виступав за прибутковий податок. Підтримуючи Адольфа Тьєра виступав за ініційовані ним конституційні закони. Також підтримував шкільну і колоніальну політику республіканських міністерств. Після свого переобрання в парламент в 1881 році зажадав відділення церкви від держави.
У 1881—1882 роках був міністром торгівлі в кабінеті Леона Мішеля Гамбетти, а в 1884—1885 роках перебував при тій же посаді в кабінеті Жуля Феррі. Був тісно пов'язаний з Жаком де Рейнахом. Роздача медалей і орденів Республіки особам, які не мали ніяких заслуг, викликала проти Рув'є жорстку критику в палаті депутатів.
У 1885 році був обраний генеральним радником в Брей-сюр-Руайом і в департаменті Приморські Альпи.
У 1886 році їздив до Риму для переговорів про укладення нового франко-італійського торгового трактату.
У травні 1887 року, після відставки уряду Рене Гобле, Моріс Рув'є став головою Ради Міністрів і міністром фінансів. Одним з перших його заходів було видалення з військового міністерства генерала Жоржа Буланже, попри надзвичайну популярність останнього. У грудні 1887 року вийшов у відставку і знову став міністром фінансів в кабінеті Тірара в лютому 1889 року. Моріс зберіг цей портфель в кабінетах Фрейсіне, Лубе і Рібо.
Він також став президентом «Союзу лівих», а потім, як президент Національної республіканської асоціації, вніс значний внесок в боротьбу з буланжізма.
Коли почалися панамські скандали, було виявлено, що Рув'є брав гроші з каси товариства і підтримував зносини з бароном Рейнахом, з метою врятувати його. 12 грудня 1892 року був змушений був вийти у відставку. Порушена проти нього звинувачення було знято і слідство у нецільовому використанню коштів було припинено.
У 1902—1905 роках знову займав пост міністра фінансів.
У 1905 році після відставки кабінету Луї Комба на тлі скандалу, пов'язаного з впливом масонства на державне управління (L'affaire des fiches) сформував свій уряд. Одночасно був міністром закордонних справ Франції. Був відправлений у відставку на тлі кризи, яка охопила країну в зв'язку з прийняттям закону про розділення Церкви і держави (1905) і декрету від 29 грудня 1905 року, який передбачав інвентаризацію майна церков, в першу чергу католицьких, що викликало протести практично в кожному регіоні країни.
З підвищенням політичного впливу Арістида Бріана його значущість у французькій політиці стала послідовно зніматися, з 1909 року до кінця життя очолював державну контрольну комісію в області фінансів (Caisse des dépôts et consignations).
Похований 10 червня 1911 року в Неї. На похоронах були присутні представники президента Армана Фальєра і голови Ради Міністрів Ернеста Моніса, міністр юстиції Пер'є і міністр фінансів Жозеф Кайо.